# معين (قرية)
قرية معين، هي إحدى قرى مدينة يطا في محافظة الخليل، تقع جنوب مدينة الخليل على بُعد 14 كم. تحدها قرية التواني من الشرق، وبلدة الكرمل من الشمال، وقرية خلة صالح من الغرب، وقرية قواويس من الجنوب. 

## تاريخها
معين هي قرية قديمة يعود تاريخ تأسيسها إلى العصر الروماني، واسمها يُعرف من قِبل سكانها منذ فترة طويلة. يتمتع سكان معين بعلاقة وثيقة بالمنطقة التي تشترك فيها القرية. 
وفيما يتعلق بالمواقع الأثرية في معين، تحتضن القرية موقعًا أثرياً واحداً، وهو تلة معين. ومع ذلك، يُعتبر هذا الموقع غير مؤهل حاليًا وهو بحاجة إلى أعمال ترميم وصيانة لإعادة إحيائه والمحافظة عليه.

## مساحتها
تبلغ المساحة الكلية للقرية حوالي 10,000 دونم، تتكون من 1,700 دونم من الأراضي السكنية، و8,000 دونم من الأراضي الزراعية، و100 دونم من الغابات والمناطق المفتوحة.

## الجغرافيا والمناخ
تُعتبر قرية معين منطقة ريفية تقع على ارتفاع يبلغ 817 مترًا فوق سطح البحر، وتتميز بمعدل سنوي للأمطار يصل إلى حوالي 303 ملم. تتسم بمتوسط درجات حرارة سنوي يبلغ حوالي 18 درجة مئوية، وتبلغ نسبة الرطوبة النسبية المتوسطة حوالي 60%.

## السكان
وفقًا للتعداد السكاني الفلسطيني عام 2007، بلغ عدد سكان قرية معين 459 نسمة، متوزعين على 219 ذكرًا و240 أنثى، وتتألف القرية من 58 أسرة و72 وحدة سكنية.

## قطاع المؤسسات والخدمات
تقع قرية معين تحت إدارة مجلس قروي تأسس في عام 1997، ويضم خمسة أعضاء. يتولى المجلس القروي مهام توفير البنية التحتية الأساسية مثل الكهرباء والماء، وجمع النفايات، بهدف تقديم خدمات أفضل لسكان القرية. تضم القرية مسجداً واحداً وهو مسجد حمزة، ومدرستين وموقعًا أثريًا وحيدًا وهو تلة معين، ولكنها تفتقر إلى رياض الأطفال والمرافق الصحية.

## قطاع التعليم
يُظهر قطاع التعليم في قرية معين نسبة عالية من الأمية وفارقًا ملحوظًا بين الجنسين ومستوى التحصيل العلمي. في عام 2007، كانت نسبة الأمية لدى سكان القرية تبلغ حوالي 16.5%، ومن هؤلاء، الإناث شكلن نسبة 73.8%، وهو معدل أمية عالي بالمقارنة مع الذكور. من بين السكان المتعلمين، تبين أن 29.1% منهم قادرين على القراءة والكتابة، بينما أنهى 30.3% منهم التعليم الابتدائي.
وفقًا للجدول رقم 1، يُبيّن المستوى التعليمي لسكان قرية معين حسب الجنس والتحصيل العلمي في عام 2007. تمثل الذكور 11 فردًا من إجمالي 122، بينما تمثل الإناث 31 فردًا من إجمالي 132. ويظهر الجدول أن الإناث تمتلك مستوى أعلى من التحصيل العلمي مقارنة بالذكور، حيث يبدو أن العديد منهن قد حققن مستويات تعليمية أعلى.

## قطاع الصحة
يعاني قطاع الصحة في قرية معين من نقص في المرافق الطبية. في الحالات الطارئة، يجد المرضى أنفسهم مضطرين للتوجه إلى المرافق الصحية المتاحة في بلدة الكرمل أو مدينة يطا من أجل تلقي الرعاية الطبية.

## قطاع الاقتصاد
يتألف النشاط الاقتصادي في قرية معين من عدة قطاعات، حيث يتسم اعتماد القرية على سوق العمل الإسرائيلي كأحد القطاعات الرئيسية، إذ يستوعب هذا القطاع حوالي 80% من القوى العاملة المحلية.
نتائج المسح الميداني توضح توزيع الأيدي العاملة حسب النشاط الاقتصادي في القرية على النحو التالي: 
- قطاع العمل الإسرائيلي، والذي يمثل 80% من الأيدي العاملة.
- قطاع الزراعة، والذي يشكل 18% من الأيدي العاملة.
- قطاع الموظفين، الذي يشكل 2% من الأيدي العاملة.

بالإضافة إلى ذلك، تعاني قرية معين من نقص في المؤسسات الاقتصادية والصناعية، حيث تحتوي فقط على بقالة واحدة. وتشير البيانات إلى أن الفئات الاجتماعية الأكثر تضررًا جراء السياسات الإسرائيلية هي:
1. العاملون السابقون في إسرائيل.
2. معيلو الأسر التي تتكون من 6 أفراد فأكثر.
3. صغار المزارعين.
4. صغار التجار.

ومن خلال بيانات التعداد العام للسكان والمساكن لعام 2007، تظهر أن هناك 74 فردًا من السكان كانوا نشيطين اقتصاديًا، منهم 68.9% كانوا يعملون. بينما كان هناك 180 فردًا غير نشيطين اقتصاديًا، منهم 35 طالبًا و51.7% منهم كانوا مخصصين لأعمال المنزل.

## قطاع الزراعة
يواجه قطاع الزراعة في قرية معين تحديات متعددة تؤثر على تطويره. تبلغ مساحة القرية الإجمالية حوالي 10,000 دونم، تضم 1,700 دونم منها للأغراض السكنية، و 8,000 دونم تخص الأراضي الزراعية، و100 دونم مخصصة للغابات والمناطق المفتوحة. تواجه القطاع الزراعي نقصًا في الاستثمارات ورأس المال الضروري لتحسينه، بالإضافة إلى تحديات مثل ضعف الجدوى الاقتصادية للزراعة ونقص المياه. هذه العوامل تؤدي إلى عدم استدامة الزراعة في القرية.
الزراعة في القرية تعتمد بشكل أساسي على مياه الأمطار. تشمل المحاصيل الرئيسية التي يتم زراعتها في القرية المحاصيل الحقلية والعلفية، بالإضافة إلى زراعة أشجار الزيتون.
توجد في القرية نحو 2 كم من الطرق الزراعية، وهذه الطرق مناسبة لتنقل التراكتورات والآلات الزراعية، ولكنها ليست كافية لتلبية احتياجات الزراعة. يعتمد حوالي 30% من الأسر في القرية على تربية الماشية، حيث يتواجد فيها حوالي 100 رأس من الماعز و 505 رؤوس من الأغنام.

## البنية التحتية والمصادر الطبيعية
تواجه قرية معين بعض التحديات التي تؤثر على البنية التحتية واستغلال المصادر الطبيعية:
- الاتصالات: القرية غير متصلة بشبكة الاتصالات، مما يؤثر على اتصالات سكانها بالعالم الخارجي.
- المياه: القرية غير موصولة بشبكة المياه، ويعتمد سكانها على آبار الجمع كمصدر رئيسي للمياه. هناك ثلاثة ينابيع أيضًا، ولكنها لا تكفي لتلبية احتياجات السكان. هناك حاجة ملحة لإنشاء شبكة مياه عامة.
- الكهرباء: تم وصل القرية بشبكة الكهرباء منذ عام 1997. لكنها تواجه مشاكل مثل ضعف التيار الكهربائي وعدم الصيانة الكافية.
- الصرف الصحي: لا تتوفر في القرية شبكة صرف صحي، وتتم معالجة مياه الصرف الصحي عن طريق الحفر الامتصاصية والقنوات المفتوحة.
- جمع النفايات الصلبة: تم تنظيم نظام لجمع النفايات الصلبة في القرية بالتعاون بين المجلس القروي ومجلس الخدمات المشترك للتخطيط والتطوير. تُجمع النفايات وتنقل إلى مكب نفايات الديرات بواسطة سيارة تابعة للمجلس الخدمات المشترك.
- النقل: القرية ليست لديها شبكة نقل رسمية، والنقل المتاح هو من خلال مركبات خاصة غير منظمة. القرية تعاني من ضعف الطرق المعبدة ونقص المركبات العامة.

## إجراءات الاحتلال الإسرائيلي في قرية معين
تعاني قرية معين من تأثيرات سلبية ناجمة عن إجراءات الاحتلال الإسرائيلي، حيث تحاط القرية من ثلاث جهات (الشرق والغرب والجنوب) بالعديد من المستوطنات الإسرائيلية والطرق الالتفافية. يُلاحظ وجود ثلاث مستوطنات إسرائيلية في الجهة الشرقية من القرية، ومستوطنتان في الجنوب، ومستوطنة أخرى في الجهة الغربية. هناك أيضًا طريق التفافي يمر على الجهة الشرقية من القرية، وتتميز بوجود حواجز من السواتر الترابية والأسمنتية على الطريق الرئيسي المؤدي إلى القرية.
وقد تعرضت الأراضي القرية لاستمراريات من قبل السلطات الإسرائيلية، حيث تم مصادرة 200 دونم منها، ومنذ بداية الانتفاضة الثانية، تم هدم عدة منازل في القرية، إلى جانب مصادرة 150 دونم من الأراضي. تلك الإجراءات تتسبب في تقليل حجم الأراضي المتاحة للسكان وتعيق تطورهم واستقرارهم.
هذه الإجراءات الاحتلالية تُعَد تحديًا إضافيًا يؤثر على حياة سكان قرية معين ويؤثر على البنية التحتية والاقتصاد والحياة اليومية للمجتمع المحلي.

## اقرأ أيضاً
- خلة الضبع